# Cycas brunnea
Cycas brunnea K.D. Hill, 1992 è una pianta appartenente alla famiglia delle Cycadaceae, endemica dell'Australia.

## Descrizione
È una cicade con fusto eretto, alto sino a 2(-5) m e con diametro di 17-23 cm.
Le foglie, pennate, lunghe 120-170 cm, sono disposte a corona all'apice del fusto e sono rette da un picciolo lungo 28-60 cm; ogni foglia è composta da 160-240 paia di foglioline lanceolate, con margine leggermente ricurvo, lunghe mediamente 17-27 cm, di colore grigio-verde o sfumate di blu, inserite sul rachide con un angolo di 40-50°.
È una specie dioica con esemplari maschili che presentano microsporofilli disposti a formare strobili terminali di forma globosa, lunghi 21 cm e larghi 13 cm ed esemplari femminili con macrosporofilli che si trovano in gran numero nella parte sommitale del fusto, con l'aspetto di foglie pennate che racchiudono gli ovuli, in numero di 4-6.  
I semi sono grossolanamente ovoidali, lunghi 36-39 mm, ricoperti da un tegumento di colore dall'arancio al marrone.

## Distribuzione e habitat
È diffusa nei pressi delle sorgenti del Parco Nazionale Boodjamulla nel Queensland ed a Wollogorang nel Territorio del Nord.

Prospera su terreni calcarei e nelle gole di arenaria silicea.

## Conservazione
La IUCN Red List classifica C. brunnea come specie prossima alla minaccia (Near Threatened).

La specie è inserita nella Appendice II della Convention on International Trade of Endangered Species (CITES)